# Centre de recherche pour l'étude et l'observation des conditions de vie
Ne pas confondre le sigle (CRÉDOC) de ce Centre d'études et de recherche avec le terme crédoc qui signifie - dans le domaine du commerce international - Crédit documentaire
Le Centre de recherche pour l'étude et l'observation des conditions de vie (plus connu sous son acronyme de CRÉDOC) est un organisme d'études et de recherche au service des acteurs de la vie économique et sociale. Fondé en 1953, le CRÉDOC mène de nombreux travaux d'études et de recherches interdisciplinaires (économiques, sociologiques, statistiques, démographiques voire linguistiques).
À sa fondation son acronyme signifiait Centre de recherches et de documentation sur la consommation. Depuis 1976, sans changer de sigle, le centre a élargi son périmètre et est devenu le Centre de recherche pour l’étude et l’observation des conditions de vie, sa dénomination actuelle officielle.
Le CRÉDOC, aujourd’hui association à but non lucratif (loi de 1901), est placé sous la tutelle de la Direction générale de la Concurrence, de la Consommation et de la Répression des fraudes (DGCCRF) et de la Direction générale des entreprises (DGE). Ses activités sont contrôlées et suivies par un conseil d’administration composé de représentants de l'administration publique et par un conseil scientifique.
Le CRÉDOC emploie actuellement une trentaine de personnes.

## Organisation
L'organisme a été dirigé de 1987 à 2009 par Robert Rochefort, avant qu’il quitte la fonction de directeur général pour se consacrer à son mandat de député européen. La direction a ensuite été assurée par Yvon Merlière, sous la présidence de Michel Pinault (de 2009 à 2014).
L'actuel président du CRÉDOC est Christian Tardivon, (ENA, promotion Voltaire), ancien directeur de cabinet de Bernard Tapie, contrôleur d'État, lequel est membre de droit du Conseil national de la consommation. En 2015, Régis Bigot est nommé directeur général. En 2022, la direction générale devient un binôme composé de Régis Bigot et Sandra Hoibian.
Les décisions d’orientations en matière scientifique sont discutées et validées par le Conseil scientifique qui rend compte chaque année au bureau du Conseil d’administration.
L’association rend compte de son activité et de ses comptes annuels devant un conseil d’administration composé notamment des membres suivants : DGCCRF, DGE, Ministère de la Recherche, INSEE, Ministère des affaires sociales, Trésor public, Ministère chargé du travail, Ministère chargé de l’environnement, Ministère chargé de l’équipement, Ministère chargé de l'alimentation, Ministère chargé de la santé, le CNRS, la CNAMTS, la CNAF, l’INC.
Les comptes font l’objet d’un vote annuel par l’assemblée générale du CRÉDOC. Ils sont publiés chaque année au Journal officiel. Le CRÉDOC bénéficiant d’une subvention de l’Etat, ses comptes sont évalués chaque année par un commissariat aux comptes.
Actuellement, l’activité du CRÉDOC est assurée par trois pôles : le pôle Société, le pôle Data et Economie et le pôle Impact et innovation sociale. En 2015, le CRÉDOC a élargi ses activités aux "data sciences" en recrutant plusieurs informaticiens et mathématiciens. En 2022, l'équipe data comporte six personnes.

## Histoire
Création du CRÉDOC en 1953 à l'instigation du Comité général à la productivité qui souhaitait disposer d’un organisme capable de produire des informations fiables sur la consommation en France dans le but d’alimenter les Comptes nationaux. Placé sous tutelle du Commissariat au plan, le CRÉDOC constitue à son origine une entité administrative aux contours flous. Au départ, le CRÉDOC est une équipe de recherche fonctionnant dans le cadre de l’Association française pour l’accroissement de la productivité. Le centre n’acquiert son statut juridique actuel, celui d’une association à but non lucratif loi de 1901, qu’en 1961. Qu’il s’agisse de son statut initial ou de son statut actuel, l’organisation et le statut juridique du CRÉDOC lui confèrent une position hybride dans le paysage des cabinets d’études et de conseil. L’équipe fondatrice du CRÉDOC se constitue notamment autour d’anciens membres de l’Institut de science économique appliquée (ISEA) comme Edmond Lisle ou Georges Rottier, qui est le premier directeur. Les instances directrices (conseil d’administration, conseil scientifique et le comité directeur de la revue Consommation) sont coanimées par la nouvelle équipe, de personnalités proches du Plan comme François Perroux, de chercheurs de l’INED ainsi que de membres de l’INSEE.
- Au départ, sa mission est essentiellement d’étudier les diverses formes et fonctions de la consommation. Son sigle d'origine signifie « Centre de recherche pour l'étude et l'observation de la consommation ». Pour ce faire, il rassemble des économistes, des statisticiens et des sociologues dont une bonne partie est directement payée par le CNRS.
- En 1955, sous l'impulsion du Commissariat au plan, le CRÉDOC se dote d'une « Division d’économie médicale », dite « la DEM », afin de créer un système statistique permettant de saisir l’étendue et la complexité du système de santé en France. Après avoir mis en place les premières enquêtes sur les consommations médicales, ce petit groupe de médecins hospitaliers et de statisticiens contribue à établir les premiers « comptes de la santé » pour la préparation du budget et du plan. Les productions scientifiques du CRÉDOC constituent de manière significative l’édifice fondateur de l’économie médicale en France. Discipline qui sera connue plus tard sous le nom d’économie de la santé[7].
- Pour alimenter les comptes de la consommation, l’équipe du CRÉDOC s’appuie sur différents types de données produits parfois grâce à des approches méthodologiques novatrices. Jusqu’alors les données sur la consommation ont été extraites de sources fournies par l’administration publique. Or, les équipes du CRÉDOC proposent d’adjoindre à ces informations des données issues d’une interrogation d’un échantillon représentatif de ménages françaises. En 1955, une enquête sur le budget des ménages – connue plus tard sous le nom de BDF – est envisagée conjointement par le CRÉDOC et l’INSEE. Le projet fut mis en œuvre sous forme d’une enquête pilote en 1956 qui sera suivie par quatre vagues consécutives[8].
- En 1959, débute une seconde enquête auprès des ménages, conduite également en partenariat avec l’INSEE. Cette enquête porte sur la consommation médicale des ménages français[9].
- Dans les années 1960, la DEM et d'autres équipes du CRÉDOC apportent leurs compétences pour aider au développement des « missions RCB » ( Missions  de « Rationalisation des choix budgétaires » sur le modèle du PPBS (Planning Programming Budgeting System) développé aux États-Unis  par l'administration du Pentagone[10].
- Puis la Division d’économie médicale s’est autonomisée au sein du CRÉDOC grâce à des financements propres qui lui ont permis de développer les grandes enquêtes sur les besoins de santé et sur l’offre du système de soins dont la gestion publique avait besoin pour maîtriser l’économie de la santé en France. La persistance d’un département autonome est devenue contradictoire avec la volonté de réorganisation du CRÉDOC exprimée en 1984 par sa nouvelle directrice venant de l'Insee, Catherine Blum. Cette dernière a alors exigé que la DEM soit séparée du CRÉDOC, opération qui a abouti en 1985 à une nouvelle association loi de 1901, laquelle a pris le nom de CREDES.
- À partir de 1988, Saadi Lahlou crée un système d’enquêtes sur la consommation alimentaire. L’enquête Comportement et Consommation Alimentaire en France est réalisée tous les trois ans et permet de suivre les attitudes, comportements, consommation alimentaire et la nutrition de la population Française. Une Équipe de recherche en nutrition est constituée pour suivre les évolutions et la transformation du régime alimentaire et son impact environnemental.
- De 1978 à 1994 le CRÉDOC met en place sous l’impulsion du statisticien Ludovic Lebart un dispositif permanent d'enquêtes sur les modes de vie, opinions et aspirations des Français, lequel fournit toujours une base de données précieuse sur l’évolution des comportements de consommation en France ainsi que sur leurs déterminants. Dans la période qui a suivi, le départ d'une partie de l'équipe ayant fondé l'enquête Aspirations, la diminution de la part des financements publics dans le budget et, enfin, l'essor de la concurrence des instituts privés ont conduit son directeur, Robert Rochefort, à diversifier les débouchés du CRÉDOC : par le développement de nombreuses enquêtes et études de marché, mais aussi par la construction de systèmes d'information et la mise en place de multiples formes de construction et d'analyse des données telles les enquêtes qualitatives par entretien, les réunions de groupe de données ou l'analyse lexicale.
- En 1992, le CRÉDOC complète son dispositif de recueil d’informations récurrentes avec l’enquête « Tendances de consommation », qui cherche à mesurer les tendances durables et émergentes dans le domaine de la consommation, à déceler les éventuels retournements de tendances et à relier ces évolutions à celles des valeurs et des modes de vie. La consommation engagée, l’importance croissance des critères environnementaux, le besoin de rassurance et la préférence pour les circuits courts émergent ainsi au cours des années qui suivent.
- Depuis 2005, le CRÉDOC devient membre du ENSR, un regroupement d’organismes d’études et de recherche en sciences sociales européens.
- En 2007, le CREDOC met en place, à la demande de Pôle Emploi, l’enquête « Besoin en Main d’œuvre », qui permet aux régions d’identifier les perspectives de recrutement sur le territoire, et d’orienter les politiques publiques en matière de formation.
- Le CRÉDOC crée une équipe data science au cours de l’année 2015, qui met en place plusieurs dispositifs d’analyse longitudinaux de ce qui se dit sur les réseaux sociaux, ainsi qu’un outil d’analyse du bruit médiatique. De nouvelles compétences rejoignent alors le CRÉDOC : des data scientistes, des mathématiciens et des informaticiens viennent compléter les équipes qui étaient surtout composées de statisticiens, d’économistes, de sociologues, de politistes, et d’ingénieurs.

## Missions
Le CRÉDOC mène des missions de conseil et de recherche sur la société française et le comportement des individus en tant que consommateurs ou encore comme membres de la société civile. Certaines de ses analyses sur la société française sont rendues publiques et participent au débat national.
Le CRÉDOC accompagne également des acteurs privés ou publics dans leurs réflexions et leurs prises de décision, de la préconisation de l'étude à sa réalisation, des conclusions aux pistes d'action qui en découlent (marketing, commercial, stratégie).

## Activités de recherche et contributions au débat public
Les travaux d’études ou de recherche du CRÉDOC alimentent régulièrement le débat public. Ils portent sur les politiques sociales, la cohésion sociale et les liens sociaux, les publics en situation de vulnérabilité, les changements générationnels de valeurs, les nouveaux modes de vie pour prendre en compte le développement durable,les besoins en main d’œuvre, le vécu du deuil , la prospective, le suivi de l’intérim, la fiscalité et les conditions de vie des classes moyennes,, les comportements alimentaires,,, les modes de consommation, les représentations et pratiques culturelles des Français, le budget de référence des ménages, les loisirs, le bien-être, les vacances, le pratiques sportives, les comportements numériques et les nouvelles technologies ou encore les politiques du logement.
Le CRÉDOC mène plusieurs enquêtes barométriques dont la profondeur historique (plusieurs décennies) permet d’apporter un regard prospectif : l'enquête "Conditions de vie et aspirations" (depuis 1978), l'enquête "Comportements et consommations alimentaires en France" (depuis 1988), l'enquête "Tendances de consommation" (depuis 1992), le baromètre sur les pratiques patrimoniales des Français (depuis 2012), l'enquête de référence de Pôle emploi sur les besoins en main d'œuvre (BMO - depuis 2001), le baromètre du numérique (ARCEP/CGE/Agence du numérique, depuis 2001), le baromètre du funéraire (depuis 2005), le baromètre DJPEVA sur la jeunesse (depuis 2016), les silver tendances (depuis 2018), le suivi des pratiques sportives (depuis 2018), ou encore l’Observatoire des vulnérabilités (depuis 2018).
Le CREDOC pilote le programme de recherche COSOCO qui porte sur l’impact de la crise covid sur la cohésion sociale et est financé par l'ANR (Agence nationale de la recherche) dans le cadre de l’appel à projet Résilience – Covid-19,.
Le CRÉDOC participe en tant que partenaire au programme de recherche transdisciplinaire 13-11 portant sur les conséquences sociétales des attentats du 13 novembre 2015,. Ce programme est porté par le CNRS et l'INSERM et financé par l'ANR (Agence nationale de la recherche) dans le cadre du Programme Investissement d'Avenir (PIA).
Le CREDOC a copiloté en partenariat avec l’Université Dauphine et l’INA, le programme de recherche APPEAL.
Le CREDOC a piloté le programme de recherche « Recours aux contrats courts, stratégie d’entreprise et modèle organisationnel dans les entreprises de moins de 50 salariés de l’hôtellerie-restauration » pour la DARES.
Le CREDOC met à disposition de la communauté scientifique les enquêtes "Conditions de vie et aspirations", "Santé et soins médicaux" et "dépenses de santé" via le dispositif Quetelet-Progedo-Diffusion. Le CRÉDOC donne accès à un important fonds de connaissances relatif aux conditions de vie et aux modes de consommation sur son site internet avec plus de 2000 rapports d'études et de recherche réalisés par le CRÉDOC depuis sa création, il y a 70 ans.
Les chercheurs du CRÉDOC sont régulièrement auditionnés en tant qu'expert par le Conseil Economique Social et Environnemental (CESE) ou par des commissions parlementaires sur des sujets sociétaux comme l'alimentation , la grande pauvreté, l'invisibilité sociale ou la vulnérabilité. Ils interviennent dans des colloques de recherche,.
Les équipes du CRÉDOC accueillent également des étudiants et jeunes chercheurs.
En 2019, le CRÉDOC a organisé son second hackathon « Emploi et Employabilité » avec pôle emploi, Covéa et CDO Alliance lors du salon Viva Technology 2019.

## Financement et controverses
Le CRÉDOC est une association loi de 1901 qui dépend du ministre chargé de la consommation et du commerce. Le CRÉDOC bénéficie d’une subvention de l'État qui représente 7 % de ses ressources en 2021. Cette subvention est versée en contrepartie de plusieurs missions d’intérêt général : élaborer des travaux de recherche ; mettre à la disposition du public et de la communauté scientifique son fonds de connaissance (environ 2100 publications sont disponibles en ligne gratuitement) ; maintenir dans le temps des dispositifs d’enquêtes barométriques auprès de la population française au sujet de leurs conditions de vie, leurs aspirations et leurs tendances de consommation ; participer au débat public à travers des interventions dans les médias ou auprès d’organismes publics (ministères, assemblées, agences publiques, etc.).
Pour les 93% de ressources complémentaires, le CRÉDOC répond à des appels d'offres formulés par le secteur public, parapublic ou associatif, ainsi qu’à des demandes de clients privés. Sur cette partie contractuelle, environ deux tiers du chiffre d’affaires du CREDOC est issu du secteur public ou parapublic et environ un tiers vient du secteur privé. Le modèle économique du CREDOC repose donc, depuis 35 ans, sur un financement qui fait appel essentiellement au marché concurrentiel avec toutes les difficultés et risques que cela représente.
En mai 2012, l'émission Cash investigation présentée par Élise Lucet a mis en doute une étude du CRÉDOC, en partie financée par Coca-Cola, qui avait affirmé qu'il n'y avait pas de corrélation entre la consommation de sodas et l'obésité,. L'étude en question mettait en évidence qu'il n'y avait pas de corrélation statistique entre les quantités de sodas consommés et l'IMC à un instant t. Les conclusions de cette étude avaient été relayées par les médias, à la suite d’une communication de Coca-Cola, commanditaire de cette étude. L'émission évoquait aussi une étude financée par la filière des fruits et légumes sur la consommation de compotes.
En juin 2012, des journalistes d'Arrêt sur images ont mis en doute les études du CRÉDOC qui seraient orientées dans le sens des entreprises qui les financent.
Cash investigation, en septembre 2015, souligne « la méthodologie pour le moins douteuse et très éloignée de celle de la police » utilisée par l'organisme dans un rapport largement diffusé dans les médias pour quantifier le nombre d'usurpations d'identité en France. L'étude était subventionnée par un fabricant américain de destructeurs de documents.
À la suite de ces critiques le CRÉDOC s'est doté d'une charte déontologique fixant à ses personnels les lignes de conduite en matière de rigueur et de transparence méthodologique. La charte clarifie également les procédures à suivre en cas d'instrumentalisation ou de dénaturation des résultats d'études ou de recherches.
Parmi les clients du CRÉDOC, on compte des entreprises de tous secteurs (Danone, Orangina, Panzani, Bongrain, ENGIE, RATP, Henkel, Suez, Veolia…), des distributeurs (Carrefour, Auchan, Monoprix…), des Fédérations professionnelles, des OPCA (désormais OPCO), des organismes publics ou parapublics (Ademe, Caisse Nationale des Allocations Familiales, Pôle emploi, l'Agence Nationale pour la Cohésion Sociale et l’Égalité des Chances, le Ministère de l'économie et des finances, le Ministère des sports et de la jeunesse, le Ministère des Outre-Mer, le Ministère de l'éducation nationale, le Ministère de la Santé, le Ministère de la culture et de la communication…).
Depuis 2015, le CRÉDOC bénéficie du Crédit d’Impôt Recherche. Chaque année, une partie de l’activité du CRÉDOC est en effet éligible au regard des 5 critères de l’OCDE pour identifier ce qui relève de la recherche et développement : nouveauté, créativité, incertitude, systématisation, transférabilité et reproductibilité.